# Muscle dartos

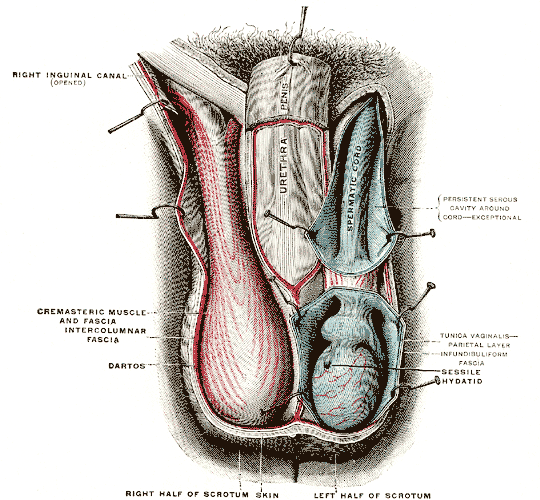
Coupe du scrotum

Le muscle dartos, ou dartes est un muscle peaucier du scrotum et de la tunique vaginale. Il est la structure la plus externe du scrotum et recouvre partiellement le fascia spermatique externe. Il est bien vascularisé et permet ainsi une régulation thermique des testicules. Étant un muscle lisse, il est contrôlé par le système végétatif. Il permet de diminuer la surface d'échanges des testicules et ainsi de maintenir la température de ces derniers entre 33 et 35 °C, température optimale pour la spermatogenèse.
Ce muscle travaille avec le muscle crémaster.